# 瑪麗公主湖
瑪麗公主湖是加拿大的湖泊，位於該國北部，由努納武特負責管轄，面積471平方公里，島嶼面積53平方公里，集水區面積12,100平方公里，海拔高度116米。